# Issa Salomi
Issa T. Salomi (sinh 1950) là một nhà thầu dân sự Hoa Kỳ bị nhóm phiến quân Iraq giáo phái Shi'ah bắt. Họ đòi trả tự do cho các tù ngân Iraq, việc triệt thoái tất cả lính ngoại quốc khỏi Iraq, khởi tố các nhà thầu an ninh làm việc cho Blackwater và bồi thường cho các gia đình Iraq. Salomi bị mất tích ngày 23 tháng 1 năm 2010 ở Bagdad và các nỗ lực lùng kiếm để giải cứu được thi hành.